# Johnny Unitas
John Constantine "Johnny" Unitas (7. maj 1933 - 11. september 2002 i Timonium i Maryland), kaldet "the Golden Arm" og ofte "Johnny U", var en amerikansk fodboldspiller, der spillede fra 1955 til 1973 for det meste for Baltimore Colts. 
Han satte mange rekorder som quarterback, og var National Football Leagues MVP i 1959, 1964 og 1967. Bland andet kastede han en touchdownpassning i 47 kampe i træk (mellem 1956-1960), en rekord der fortsat består. Han bliver ofte omtalt som den bedste quarterback gennem tiderne, dog nævnes Joe Montana også ofte i den sammenhæng. Han blev NFL World Champion med Colts i 1958 og i 1959, og vandt Super Bowl V i 1971.